# Citonice (przystanek kolejowy)
Citonice – przystanek kolejowy w Citonicach, w kraju południowomorawskim, w Czechach. Znajduje się na wysokości 345 m n.p.m.
Jest zarządzany przez Správę železnic. Na przystanku istnieje możliwości zakupu biletów i rezerwacji miejsc.

## Linie kolejowe
- 241 Znojmo – Okříšky